# Aloys Heuvers
Aloys Heuvers (* 15. Dezember 1888 in Dreierwalde, heute Stadtteil von Hörstel; † 1. Juni 1967 in Recke-Steinbeck) war ein deutscher Maschinenbau-Ingenieur. Der langjährige Betriebsdirektor der Stahlgießereibetriebe des Bochumer Vereins zählte zu den bekanntesten Gießereifachleuten in Deutschland. 

## Leben
Aloys Heuvers kam 1888 auf dem Heuvershof in Dreierwalde zur Welt. Seine Eltern waren der Landwirt Gerhard Hermann Heuvers (1861–1924) und dessen Frau Josephina Agnes Maria geborene Borchert (1858–1942). Eines seiner sechs Geschwister war der spätere Missionar und Hochschullehrer Pater Hermann Heuvers S.J. (Dreierwalde 1890-Tokio 1977). Zusammen mit ihm besuchte er auch das Gymnasium Dionysianum in Rheine, wo er bereits einen speziellen zusätzlichen Unterricht im technischen Zeichnen erhielt. Zunächst wollte er sich jedoch den Jesuiten anschließen, nahm dafür auch an Exerzitien in Exaten teil. Seine anfängliche Begeisterung für das Ordensleben kühlte sich jedoch wieder ab, und so studierte er nach dem 1907 abgelegten Abitur zunächst Katholische Theologie in Münster. Doch nach zwei Semestern brach Aloys Heuvers dieses Studium ab und wechselte an die Königliche Technische Hochschule Hannover. Sein dortiges Studium schloss er als Diplom-Ingenieur in der Fachrichtung Maschinenbau ab.

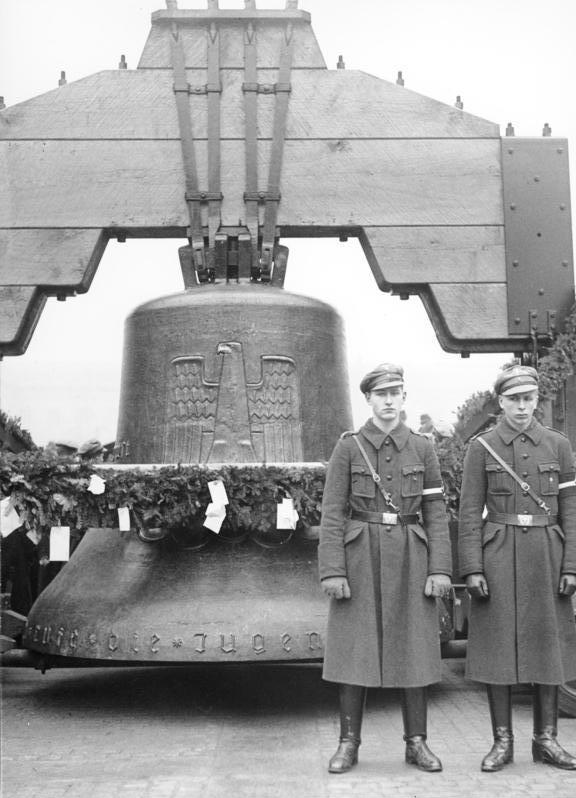
Olympiaglocke

Zum 1. April 1913 trat er seinen Dienst als Betriebsassistent in der Stahlgießerei des Bochumer Vereins an, wo er mehr als vier Jahrzehnte tätig war,  zuletzt als Betriebsdirektor der Stahlgießerei-Betriebe. In dieser Zeit trieb er den Stahlform- und vor allem den Glockenguss entscheidend voran.
Heuvers zählte schon bald zu den bekanntesten Gießerei-Fachleuten im Deutschen Reich. Die von ihm auf wissenschaftlicher Basis entwickelte Heuverssche Kreismethode (1929) revolutionierte weltweit die Produktion großer, makelloser Stahlformguss-Stücke.  Vor allem die Glockengießerei erhielt unter Aloys Heuvers neue Impulse. Unter seiner Leitung wurden beim Bochumer Verein insgesamt rund 5000 Glocken gegossen. Besonders bekannt sind davon unter anderem die Olympiaglocke (1936) für die Olympischen Sommerspiele 1936, die Jahrhundertglocke (1948) für die Frankfurter Paulskirche und die vier Friedensglocken (1952) für die Weltfriedenskirche in Hiroshima, die er im Auftrag der Bundesrepublik Deutschland den Japanern auch vor Ort überbrachte.
Daneben entstanden aber beispielsweise auch 56 Geläute für Bochumer Kirchen sowie das Glockenspiel im Innenhof des Bochumer Rathauses, das der Bochumer Verein 1951 der Stadt schenkte. Dieses Glockenspiel besteht aus 28 Gussstahlglocken mit einem Gesamtgewicht von 2300 Kilogramm. Und für Heuvers Heimatort Dreierwalde schuf der Bochumer Verein 1947/48 vier neue Gussstahlglocken für die dortige St.-Anna-Kirche, wobei Aloys Heuvers  die größte dieser Glocken selbst stiftete.
Sein Fachwissen stellte Heuvers unter anderem in Gastvorlesungen an verschiedenen Universitäten sowie in Fachgremien des In- und Auslandes zur Verfügung.
1918 hatte er die aus Dutum stammende Ida Maria Schulte Werning (1886–1961) geheiratet. Von 1935 bis zu seinem Tode wohnte er an der Vödestraße 48 in Bochum.
Gießereidirektor i. R. Aloys Heuvers starb am 1. Juni 1967 im Alter von 78 Jahren überraschend während eines Kuraufenthalts im Schwefelbad Steinbeck in Recke-Steinbeck. Seine letzte Ruhe fand er in der Familiengruft auf dem Friedhof Bochum-Grumme.

## Ehrungen
Bereits zu Lebzeiten sind Aloys Heuvers Leistungen mehrfach gewürdigt worden. Der Verein Deutscher Giessereifachleute (VDG) ernannte ihn 1957 zum Ehrenmitglied. Papst Pius XII. ehrte ihn für die Verdienste um die Römisch-katholische Kirche und den Stahlglockenguss mit dem Komturkreuz mit Stern des Gregoriusordens. Außerdem verlieh ihm 1953 der Bundespräsident das Bundesverdienstkreuz.
Zu Ehren Heuvers‘ benannte die Stadt Bochum Ende der 1970er Jahre die Vödestraße im Bezirk Wattenscheid in Heuversstraße um. Zur Begründung hieß es seinerzeit, Heuvers habe die weltweit bekannte Tradition Bochums als Stadt des Stahlgusses und der Stahlgussglocken wachgehalten.